# 1/1
1/1 とは、
- 分数の一般的表記 n/m において、n = m  = 1 の場合。値は整数 1 に等しい。
- 1月1日のこと。
- 書類などのページ表記において、全1ページ中の1ページ目、即ちこのページのみで完結していて後続のページが無いことを表す。
- 1/1スケールのこと。以下で記述する。

## 1/1スケール
1/1スケール（いちぶんのいちスケール）は、図面や模型などで用いられる縮尺の1つで、実物と同じ大きさで作成されていることを表す。実物大、原寸大などとも呼ばれる。
製品の形状や構造などを設計するための図面は通常取り扱いの容易な縮尺で作られるが、実際に製品を製造するためには1/1スケールの図面が作成されることも多い。これは、詳細な納まりなど、原寸大でなければ分かりづらいことがあるためで、かつては建物に使われる鉄骨のように長さ10mを超えるような大きなものまで1/1スケールの図面（原寸）が作図されていた。しかし、CADの普及によって実物大でのチェックがデータ上で行えるようになったため、実際に1/1スケールの図面が作図されることは少なくなっている。

1/1 ガンダム

図面と同様の理由で、製品を実際に作成する前に、1/1スケールの模型を作ることも多い。小さなものだけでなく、鉄道車両や航空機などについても、構造や性能の検証のために原寸大の模型を作ることがしばしば行われる。このような模型は、それが形状や構造を模したにすぎない時はモックアップ（木型）と呼ばれ、最低限の機能を有している時はプロトタイプと呼ばれる。モックアップに関しても、現在では3DCADのデータでその機能の一部を代替することが行われている。マネキン人形や店頭ディスプレイのような商業用の模型や、撮影用の小道具や商品サンプルのような実物の代用とする目的でも、実物大の模型が使われることは多い。
趣味としての模型は実物を縮小する場合が多いが、1/1スケールのものもある。銃器や刀剣のように実物の所有が容易でないものに関しては、実物大の模型（レプリカ）が所有の対象として作られており、プラモデルのような組立式の模型でも、昆虫や小鳥などの小動物や、銃器類などについては、実物大のものが作られている。人形も等身大のものが作られることがあるし、いわゆるフィギュア（アニメなどの登場人物の人形）でも究極のアイテムとして等身大のものが作られ、一部のマニアに珍重されている。また、アニメに登場する巨大人型兵器「ガンダム」の1/1スケール模型が作られ、イベントなどで展示されている。